# Гарцюючий Ромео
«Гарцюючий Ромео» (англ. Galloping Romeo) — докодексовий вестерн 1933 року від студії Monogram Pictures, сценариста та режисера Роберта Н. Бредбері. Головну роль зіграв Боб Стіл.

## У ролях
- Боб Стіл — Боб Ріверс
- Доріс Гілл — Мері Кент
- Джордж «Габбі» Гейес — Грізлі
- Ед Брейді — Метт Кент
- Френк Болл — шериф Джеррі
- Ерні Адамс — Енді Кент
- Лейф МакКі — маршал Грегорі
- Ерл Двайр — Піт Меннінг (його замінив Гел Прайс)
- Джордж Неш — підручний
- Дік Дікінсон — підручний (в титрах не вказано)
- Текс Палмер — підручний (в титрах не вказано)